# Pelomonas
Die Einteilung der Lebewesen in Systematiken ist kontinuierlicher Gegenstand der Forschung. So existieren neben- und nacheinander verschiedene systematische Klassifikationen. 
Das hier behandelte Taxon ist durch neue Forschungen obsolet geworden oder ist aus anderen Gründen nicht Teil der in der deutschsprachigen Wikipedia dargestellten Systematik.
Pelomonas ist der Name einer Bakteriengattung.
Bei der Typusart Pelomonas saccharophila wurde der Entner-Doudoroff-Weg entdeckt. Hierbei handelt es sich um einen der Glycolyse ähnlichen Stoffwechselweg. Einige Arten können auch, indem sie Wasserstoff und Kohlendioxid nutzen, chemolithoautotroph wachsen.
2023 wurde die Gattung aufgrund von Untersuchungen chemischer Merkmale aufgelöst, bis dahin zählten drei Arten zu Pelomonas. Die zwei Arten Pelomonas saccharophila und P. puraquae wurden 2023 zu der Gattung Roseateles gestellt. Die taxonomische Stellung der Art Pelomonas aquatica ist unklar (Stand Februar 2023).

## Merkmale
Die Arten von Pelomonas sind stäbchenförmig. Sporen werden nicht gebildet. Sie besitzen eine polar gelegene Flagelle.

## Stoffwechsel und Wachstum
Die Arten von Pelomonas sind aerob, benötigen also Sauerstoff. Pelomonas saccharophila ist zu Stickstofffixierung in der Lage. Bei dieser Art wurde der Entner-Doudoroff-Weg erstmals beschrieben. Hierbei werden organische Kohlenhydrate (Zucker) zur Energiegewinnung abgebaut, wobei der Energiegewinn geringer ist als bei der Glycolyse (Entner-Doudoroff-Weg 1 ATP, Glycolyse liefert 2 ATP pro Glucose-Molekül).
Des Weiteren wurde Autotrophie mit Wasserstoff (H2) als Elektronendonator („Knallgasreaktion“) und Sauerstoff (O2) als Elektronenakzeptor bei den Arten Pelomonas saccharophila und P. puraquae nachgewiesen. P. puraqaue zeigt nur langsames Wachstum, wenn Wasserstoff als Elektronendonator dient. Bei P. aquatica wurde dieser Stoffwechselweg nicht beobachtet. Bei der Knallgasreaktion werden die Elektronen und Protonen vom gespalteten Wasserstoff letztendlich vom Sauerstoff als Elektronenakzeptor wieder aufgenommen. Als Endprodukt wird Wasser (H2O) gebildet.
Pelomonas aquatica zeigt Wachstum bei Temperaturen zwischen 20 und 37 °C. Optimales Wachstum erfolgt bei 30 °C. Pelomonas puraquae toleriert Temperaturen zwischen 10 und 37 °C, mit optimaler Temperatur von 37 °C. P. saccharophyla toleriert auch niedrige Temperaturen bis 4 °C, die maximale Temperatur liegt bei 40 °C, das Optimum liegt bei 25–32 °C.
Es folgt eine Tabelle mit einigen Merkmalen:
|                                      | P. saccharophyla* | P. puraquae* | P. aquatica* |
| ------------------------------------ | ----------------- | ------------ | ------------ |
| autotrophes Wachstum mit Wasserstoff | ja                | langsam      | nein         |
| Urease                               | nein              | nein         | nein         |
| Nitratreduktion                      | ja                | nein         | ja           |
| Wachstum mit D-Glucose               | ja                | ja           | nein         |
| Wachstum mit D-Mannose               | unterschiedlich   | nein         | nein         |
| Wachstum mit Citrat                  | nein              | schwach      | nein         |
| Hydrolyse von Gelatine               | nein              | ja           | nein         |
| β-Galactosidase                      | ja                | ja           | nein         |

Anmerkungen:
*Die Angaben beziehen sich auf folgende Stämme: P. saccharophila CCUG 32988T, P. aquaticus CCUG 52575T, P. puraquae CCUG 52769T

## Systematik
Die Gattung Pelomonas zählte bis Februar 2023 zu der Familie der Comamonadaceae, welche zu der Abteilung der Prokaryota gestellt wird. Die Typusart wurde zuerst unter dem Namen Pseudomonas saccharophila beschrieben. Im Jahr 2005 wurde es aufgrund von Untersuchungen u. a. der 16S-RNA, nifH-Gene für die Stickstofffixierung und Chinone sowie Analysen der zellulären Fettsäuren zu der neu erstellten Gattung Pelomonas gestellt. Im Jahr 2023 führten Untersuchungen der Taxonomie der Familie Comamonadaceae zu einer Umstellung einiger Gattungen und Arten. Hierbei wurde auch eine neue Familie vorgeschlagen, die Sphaerotilaceae. Es wurden die zwei Arten Pelomonas saccharophila und Pelomonas puraquae zu der Gattung Roseateles gestellt. Die systematische Zuordnung der Art Pelomonas aquatica ist noch ungeklärt (Stand Februar 2023).
Im Januar 2023 zählten drei Arten zu der Gattung Pelomonas:
- Pelomonas aquatica Gomila et al. 2007 (jetzt Roseateles aqautica)
- Pelomonas puraquae Gomila et al. 2007 (Roseatels puraquae)
- Pelomonas saccharophila (Doudoroff 1940) Xie and Yokota 2005

Der Gattungsname bezieht sich auf den Fundort der Erstbeschreibung: „pêlos“ ist das griechische Wort für „Schlamm“; „monas“ ist lateinisch und bedeutet so viel wie „eins“ oder „Einheit“.

## Ökologie und mögliche Nutzung
Pelomonas-Arten wurden u. a. innerhalb von Böden gefunden. Pelomonas saccharophiles kann Stickstoff (N2) fixieren und spielt somit mit anderen der Stickstofffixierung fähigen Bakterien eine wichtige Rolle im Stickstoffkreislauf in Ökosystemen. Pelomonas saccharophila wurde z. B. innerhalb der Rhizosphäre von Pflanzen, die in verschiedenen Fruchtfolgen (u. a. Erdnuss-Zuckerrüben) angebaut wurden, identifiziert. Nicht näher bestimmte Arten von Pelomonas wurden innerhalb der Wurzeln von Reispflanzen gefunden. Der für die Erstbeschreibung genutzter Stamm von Pelomonas aquatica stammte aus industriellen Abwasser und P. puraquae wurde in für Hämodialyse genutztes Wasser isoliert.
Bei der Art Pelomonas puraquae wurde ein neues Imidazol-Derivat entdeckt, welches Pelopuradazole genannt wurde. Diese Verbindung kann antibakteriell wirken.
Pelomonas saccharophila und die Art Pseudomonas stutzeri wurden in mit Kreosot verschmutzten Böden gefunden. Hier bauen sie u. a. die giftigen Verbindungen Naphthalin, 1-Methylnaphthalin und 2-Methylnaphthalin ab. Diese Bakterienarten könnten ein wichtiger Bestandteil der ölabbauenden mikrobiellen Gemeinschaft in Erdöl ausgesetzten Gebieten sein.
Pelomonas aquatica könnte dafür eingesetzt werden, die zwei Sprengstoffe Oktogen und Hexogen abzubauen.